# Frozen Plasma
Frozen Plasma is een Duitse Futurepopband.
De beide bandleden leerden elkaar kennen bij een concert van VNV Nation, waar Vasi Vallis Live-toetsenist was. In de huidige bezetting bestaat de band sinds 2005, nadat Vasis Band NamNamBulu ophield te bestaan. Felix Marc is daarnaast nog bij Diorama betrokken.
De eerste single Hypocrite verscheen in november 2005, waarna in april 2006 het album Artificial verscheen, waarop 12 nummer staan. In juli 2006 volgde de tweede single Irony, vlak erna gevolgd door de mix-ep Emphasize. In september 2008 verscheen de ep Tanz die Revolution.
In 2009 stonden ze op het M'era Luna-festival in de Duitse stad Hildesheim.

## Discografie
- 2005: Hypocrite (Single; Soulfood Music)
- 2006: Artificial (Soulfood Music)
- 2006: Irony (Single; Soulfood Music)
- 2006: Emphasize (ep; Soulfood Music)
- 2008: Tanz die Revolution (ep; Soulfood Music)
- 2009: Monumentum
- 2009: Tour Monument (Live)